# Buchenwald

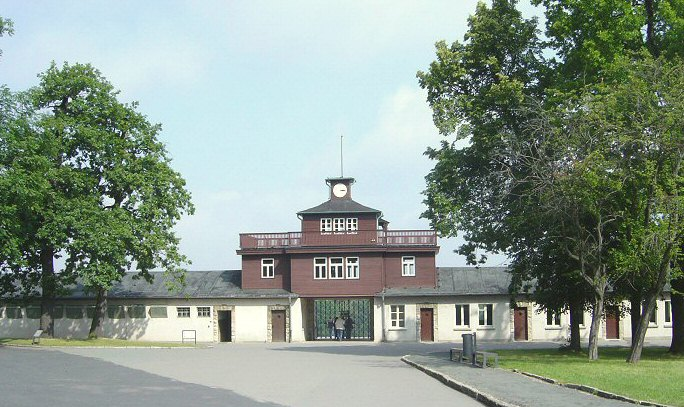
Entrada del camp de concentració

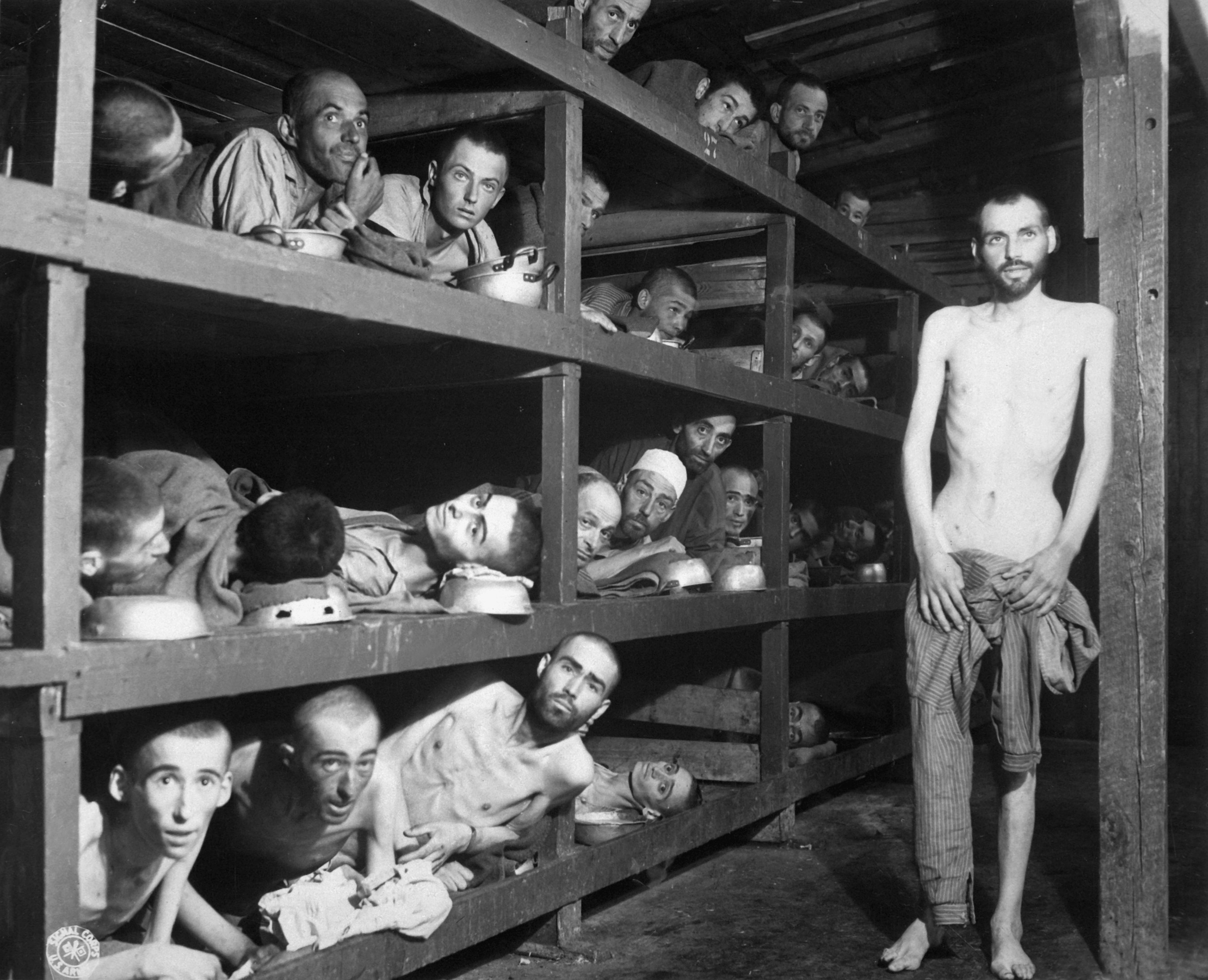
Els deportats del camp de Buchenwald; 16 d'abril 16 de 1945, poc després de l'alliberament del camp.

Buchenwald (literalment, bosc de faigs, fageda) era un camp de concentració nazi fundat el 1937. Era dalt d'un turó, a nou quilòmetres de Weimar, el poble de Goethe. Inicialment només era per als alemanys antinazis. Després hi arribarien els jueus, els austríacs, els txecs i els polonesos. A partir de 1943 hi entraren republicans catalans i alguns d'ells anirien al camp de concentració de Dora. Sembla que passaren per aquest camp uns 380 republicans.
Els primers 149 presoners (comunistes, Testimonis de Jehovà, homosexuals, gitanos i criminals) van arribar-hi el 15 de juliol de 1937. Provenien dels camps de Sachsenhausen i Lichtenburg i van haver de construir el camp. Inicialment el camp es deia Konzentrationslager Ettersberg però va ser rebatejat com a Konzentrationslager Buchenwald/Post Weimar a demanda de la comissió de cultura de Weimar.
A l'entrada es podia llegir: Recht oder Unrecht, Mein Vaterland, és a dir: "amb raó o sense, el meu país". També: Jedem das seine, és a dir: "a cadascú el que li pertoca". Com la resta de camps, era voltat de filferrades elèctriques, tenia els seus barracons o Blocks de fusta, alguns de ciment i un terra que era una claveguera a cel obert quan plovia. La infermeria era una mica a part i donava cabuda a tota mena de malalts. Durant el 1939 els jueus són afusellats de forma sistemàtica, però ja el 1940 engegaran els primers forns crematoris. El 16 de setembre de 1941, tres-cents oficials soviètics hi seran exterminats només arribar al camp. Quan arribava un nou carregament de presoners, els nazis els rebien amb aquestes paraules: 
| « | ...aquí no teniu ni honor ni valor. No hi teniu cap dret. El vostre destí és ésser esclaus. Amén!. | » |

Per Buchenwald passaren 240.000 deportats i n'hi moriren més de 50.000.
Fou alliberat l'11 d'abril de 1945 per la sisena divisió de blindats de l'exèrcit dels Estats Units.